# A Letter for Evie
A Letter for Evie („Ein Brief an Evie“) ist ein im Jahr 1946 unter der Regie von Jules Dassin entstandener US-amerikanischer Spielfilm mit Marsha Hunt in der Titelrolle.

## Handlung
In den letzten Tagen des Zweiten Weltkriegs arbeitet Evie O’Connor als Sekretärin im Textilunternehmen Trojan Shirt Co. in Brooklyn, welches Uniformhemden für die Armee herstellt. Sie träumt davon, einen stattlichen Mann zu heiraten, der Hemden mit einer Kragenweite von 16½ tragen kann. Sie schreibt einen kurzen Brief an einen Unbekannten, der in einem Hemd für den Frauenheld 'Wolf' Larson landet. Dieser liest ihn seinem Zimmerkameraden John Phineas McPherson vor und wirft den Brief anschließend weg. McPherson, ein eher schmächtiger Typ, hebt ihn auf und beschließt Evie zu antworten. Es entsteht eine Brieffreundschaft, die in Evies Wunsch nach einem Foto gipfelt. John schickt ihr jedoch – aus Angst vor Zurückweisung – ein Foto seines Zimmergenossen Wolf Larson.
Als ihre Einheit nach Kriegsende nach New York versetzt wird, beschließt John, Evie zu besuchen; beide verstehen sich gut. Wenige Tage später stattet auch Wolf ihr einen Besuch ab, bei dem auch John anwesend ist. Wolf küsst Evie, doch sie merkt schnell, dass seine forsche und etwas ungehobelte Art ihr nicht gefällt. Nach einer Auseinandersetzung zwischen den beiden Rivalen zieht sich John zurück; er schreibt Evie keine Briefe mehr. Wolf macht Evie in benommenem Zustand einen Heiratsantrag, den diese auch annimmt. Die Umsetzung verzögert sich jedoch, nachdem ihre Armeeeinheit kurz darauf nach Frankreich versetzt wird, wo Wolf sich in eine Französin verliebt und diese heiratet; er bittet John, Evie alles zu erklären. So finden die beiden am Ende doch noch zueinander.